# آندژی بلومنفلد
آندژی بلومنفلد (لهستانی: Andrzej Blumenfeld؛ ‏ ۱۲ اوت ۱۹۵۱ – ۱۴ اوت ۲۰۱۷) صداپیشه و بازیگر اهل لهستان بود.
از فیلم‌ها یا برنامه‌های تلویزیونی که وی در آن نقش داشته‌است، می‌توان به جادوگر جوان، فرصت دوباره، مادام کاملیا، سرهنگ کفیاتکوفسکی، پاپ ژان پل دوم، سال‌های شیرین، قانون حقیقی، پیانیست، مأمور تحویل،  ده فرمان ۴، انگشتری با نشان عقاب تاج‌دار، رز کوچک و لال اشاره کرد.